# ارباخ (سوابین رضات)
ارباخ (به آلمانی: Arbach) یک رود در آلمان است که در پلاینفلد واقع شده‌است.